# Distretto di Bắc Hà
Bắc Hà è un distretto rurale nella provincia di Lào Cai, situato nella regione nordorientale del Vietnam.

## Storia
Bắc Hà è considerata la capitale della regione abitata dagli Hmong Fioriti (Flower Hmong), uno dei 54 gruppi etnici riconosciuti in Vietnam, e uno dei sei sottogruppi della popolazione Hmong. Dal 1954 a oggi, questa comunità ha mantenuto una forte identità culturale nella zona.
Il nome Bắc Hà in lingua vietnamita deriva dalla forma antica Păkk-hạ in lingua Hmong, che significa “cento ciuffi d’erba kunai”.

## Mercati tradizionali
Il distretto è famoso per:
- Il mercato della domenica mattina, dove migliaia di persone locali si ritrovano e le donne sfoggiano costumi ricamati a mano — ci vogliono da tre a cinque mesi per realizzarne uno.
- Il più piccolo mercato del sabato mattina a Cán Cấu (che significa porto fluviale), a circa 18 km a nord di Bắc Hà.

Il turismo, legato soprattutto ai mercati e ai percorsi di trekking tra le montagne del nord, ha portato a una forte crescita economica nella zona.

## Sport e prodotti locali
Nel 2002, Bắc Hà è stata sede della competizione di sport estremi “Raid Gauloises”. È anche nota per la produzione delle prugne Tam Hoa, il cui frutto matura solo dopo tre fioriture dell'albero.